# Philipus Freylinck
Philipus Thomas "Philip" Freylinck (1886 — 15 de dezembro de 1908) foi um ciclista sul-africano.
Representando a África do Sul, competiu em quatro provas do ciclismo de pista nos Jogos Olímpicos de Verão de 1908, disputadas na cidade de Londres, Grã-Bretanha.